# Vuoleb Silbojaure
Vuoleb Silbojaure är en sjö i Arjeplogs kommun i Lappland och ingår i Skellefteälvens huvudavrinningsområde. Sjön har en area på 0,202 kvadratkilometer och ligger 516,4 meter över havet. Sjön avvattnas av vattendraget Silbojåkkå. Vid provfiske har röding och öring fångats i sjön.

## Delavrinningsområde
Vuoleb Silbojaure ingår i det delavrinningsområde (737763-152232) som SMHI kallar för Mynnar i Sädvajaure. Medelhöjden är 630 meter över havet och ytan är 13,65 kvadratkilometer. Räknas de 2 avrinningsområdena uppströms in blir den ackumulerade arean 31,21 kvadratkilometer. Silbojåkkå som avvattnar avrinningsområdet har biflödesordning 2, vilket innebär att vattnet flödar genom totalt 2 vattendrag innan det når havet efter 353 kilometer. Avrinningsområdet består mestadels av skog (72 procent) och kalfjäll (25 procent). Avrinningsområdet har 0,36 kvadratkilometer vattenytor vilket ger det en sjöprocent på 2,6 procent.